# フレッシュ撮影会
フレッシュ撮影会（フレッシュさつえいかい、フレッシュ photo session）は、東京都千代田区に拠点を置く、株式会社エーテルが運営する撮影会イベント。植田章太郎が中心的な役割を果たしている。

## 特徴
秋葉原の駅近辺を拠点としており、91人の専属モデルが在籍し、毎日14時から22時まで撮影会を開催している。週末に公園で行われる屋外撮影会、モデルとカメラマンが1対1で話しながら撮影できるプレミアム撮影会を扱っており、雑誌やテレビとコラボレーションすることもある。森咲智美はフレッシュ撮影会が自分の原点であると述べている。

## 歴史
2004年に設立された。
2023年6月に発生した水着撮影会中止騒動により、6月10日に川越水上公園で開催が予定されていた水着撮影会が中止となる。植田章太郎によると、この時埼玉県に対して「違反していない」と公式に主張したのはフレッシュ撮影会だけだったという。6月10日、フレッシュ撮影会はTwitter上で中止の撤回を求める署名活動を始めることを発表し、Change.orgで約1万1000人の署名が集まった。

## 評価
自身も参加したことがある茜さやによると、フレッシュ撮影会は水着撮影会イベントとしては最大規模を誇っているという。またグラビアアイドルが規定外の水着を着用してきた場合には、会場で用意している代わりの水着を着ることを指示したり、屋外撮影会の際はゾーニングを徹底するなど伝統的にルールが厳格に運用されてきたと評している。

## 開催実績

### 2017年
- フレッシュ! 屋外水着祭り（7月17日、木更津）[8]

## 主な撮影場所
- Fresh！AKIBA ササゲ　秋葉原の撮影スタジオ。同社の拠点。ビルディングササゲ3階。
- Fresh！アキスタ　上記スタジオと同じビルディングササゲ6階。
- 水の広場、青海南ふ頭公園　ダイサツで使用。
- Booty東京　関連会社であるリポット株式会社運営[9]。月一程度で使用。

## 関連番組

### ラジオ
- フレッシュチャンネル（2020年1月22日 - 、渋谷クロスFM）植田章太郎がMCを務める番組。毎回、撮影会モデル、関連タレントがゲスト出演。